# Brâncovenești (Mureș)
Brâncovenești (Vroeger zowel Ieciu en Delavrancea; Hongaars: zowel Marosvécs als Vécs; Duits: Wetsch) is een comună in het district Mureș, Transsylvanië, Roemenië. Het is opgebouwd uit vijf dorpen, namelijk:
- Brâncovenești (Marosvécs)
- Idicel
- Idicel-Pădure
- Săcalu de Pădure
- Vălenii de Mureș (Hongaars: Disznajó)

Binnen de grenzen van de comună ligt het kasteel van Marosvécs, dat het enige kasteel is dat de Mongoolse invasie van Hongarije (1241-1242) overleefde. In die tijd werd het nog Vécs genoemd. Het was gebouwd om de zoutmijnen van Gömör te bewaken. 

## Bevolkingssamenstelling
De gemeente vormt samen met buurgemeente Aluniș een Hongaarstalige enclave. In 2011 waren de Hongaren een relatieve meerderheid (op een totale bevolking van 3972 inwoners waren er 1593 Roemeenstaligen, 1852 Hongaartaligen en 298 Roma). De hoofdkern en Disznajó zijn vrijwel volledig Hongaarstalig, de drie andere dorpen vrijwel volledig Roemeenstalig.
Het dorps Brâncoveneşti (Marosvécs) had in 2011 in totaal 1595 inwoners, waarvan 805 Hongaren (57,6%). Vălenii De Mureş (Disznajó) had 1179 inwoners waarvan 1039 Hongaren (88,2%).

## Zie ook

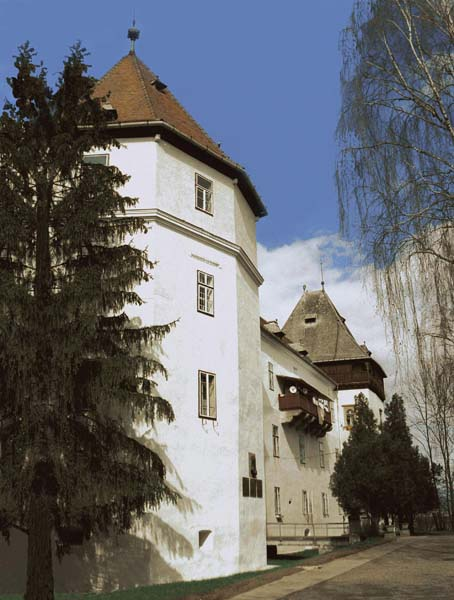
Kendy-Kemény kasteel